# 多米尼克爱德华·奥索机场
多米尼克爱德华·奥索机场（印尼语：Bandar Udara Dominique Edward Osok）也称为索龙机场（印尼语：Bandar Udara Sorong） IATA代码：；ICAO代码：，是一座服务印度尼西亚西巴布亚省索龙的民用机场，是极乐鸟半岛上最大最繁忙的机场。2012年时，多米尼克爱德华·奥索机场取代了建于二战、在杰夫曼岛上的杰夫曼机场。
多米尼克爱德华·奥索机场是通往拉贾安帕特群岛的重要门户，因为相比省会马诺夸里的任代尼机场，它更接近索龙市区。由于需求量的增加，政府决定将跑道从1,950米延伸到2,500米，以便机场可供波音737和空客A320起降，工程于2015年中完成。2013年中开始建设有两座登机廊桥的航站楼，原计划于2016年2月投入使用。新的航站楼每年可承运240万游客，而原航站楼每年仅能承运70万游客，新航站楼是其三倍有余，该项目成本高达2,390亿印尼盾。2013年，印尼民航总局为机场跑道拓宽至45米的工程拨款50亿印尼盾。

## 航空公司和目的地
| 航空公司       | 目的地                                                                        |
| -------------- | ----------------------------------------------------------------------------- |
| 巴泽航空       | 雅加达、望加锡                                                                |
| 加鲁达印尼航空 | 安汶、查亚普拉、望加锡、万鸦老、马诺夸里、蒂米卡                              |
| 楠航空         | 雅加达、查亚普拉、万鸦老                                                      |
| 三佛齐航空     | 望加锡、马诺夸里、蒂米卡                                                      |
| 苏西航空       | 阿亚瓦西、宾图尼、卡姆巴亚、瓦伊赛、特米纳布安、伊南瓦坦（Inanwatan）、Kabare |
| 风翼航空       | 安汶、巴博、法克法克、万鸦老、马诺夸里、瓦伊赛                                |
| 快速航空       | 雅加达、查亚普拉、万鸦老、马诺夸里、法克法克                                  |

## 资料来源
1. ↑  .   [2020-10-05]. （原始内容存档于2019-09-30）.
2. ↑  .   [2017-03-09]. （原始内容存档于2017-06-24）.
3. ↑  . April 16, 2013  [2017-03-09]. （原始内容存档于2018-02-05）.